# EFNB3
EFNB3 (англ. Ephrin B3) – білок, який кодується однойменним геном, розташованим у людей на короткому плечі 17-ї хромосоми. Довжина поліпептидного ланцюга білка становить 340 амінокислот, а молекулярна маса — 35 835.
| 10         |  | 20         |  | 30         |  | 40         |  | 50         |
| ---------- |  | ---------- |  | ---------- |  | ---------- |  | ---------- |
| MGPPHSGPGG |  | VRVGALLLLG |  | VLGLVSGLSL |  | EPVYWNSANK |  | RFQAEGGYVL |
| YPQIGDRLDL |  | LCPRARPPGP |  | HSSPNYEFYK |  | LYLVGGAQGR |  | RCEAPPAPNL |
| LLTCDRPDLD |  | LRFTIKFQEY |  | SPNLWGHEFR |  | SHHDYYIIAT |  | SDGTREGLES |
| LQGGVCLTRG |  | MKVLLRVGQS |  | PRGGAVPRKP |  | VSEMPMERDR |  | GAAHSLEPGK |
| ENLPGDPTSN |  | ATSRGAEGPL |  | PPPSMPAVAG |  | AAGGLALLLL |  | GVAGAGGAMC |
| WRRRRAKPSE |  | SRHPGPGSFG |  | RGGSLGLGGG |  | GGMGPREAEP |  | GELGIALRGG |
| GAADPPFCPH |  | YEKVSGDYGH |  | PVYIVQDGPP |  | QSPPNIYYKV |  |            |

A: Аланін

C: Цистеїн

D: Аспарагінова кислота

E: Глутамінова кислота

F: Фенілаланін

G: Гліцин

H: Гістидин

I: Ізолейцин

K: Лізин

L: Лейцин

M: Метіонін

N: Аспарагін

P: Пролін

Q: Глутамін

R: Аргінін

S: Серин

T: Треонін

V: Валін

W: Триптофан

Кодований геном білок за функціями належить до рецепторів клітини-хазяїна для входу вірусу, рецепторів, білків розвитку, фосфопротеїнів. 
Задіяний у таких біологічних процесах, як взаємодія хазяїн-вірус, диференціація клітин, нейрогенез. 
Локалізований у мембрані.